# Werner Otto
Werner Otto, född den 15 april 1948 i Dresden, Sachsen, är en östtysk tävlingscyklist som tog tillsammans med Jürgen Geschke ett OS-silver i tandemloppet vid olympiska sommarspelen 1972 i München. 